# Dirk Jan van der Ven

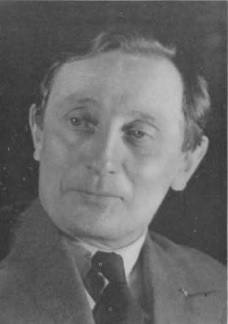
Dirk Jan van der Ven

Dirk Jan van der Ven (Amsterdam, 1 april 1891 – Lunteren, 10 mei 1973), ook Jan van der Ven, was een Nederlandse folklorist. 

## Leven en werk

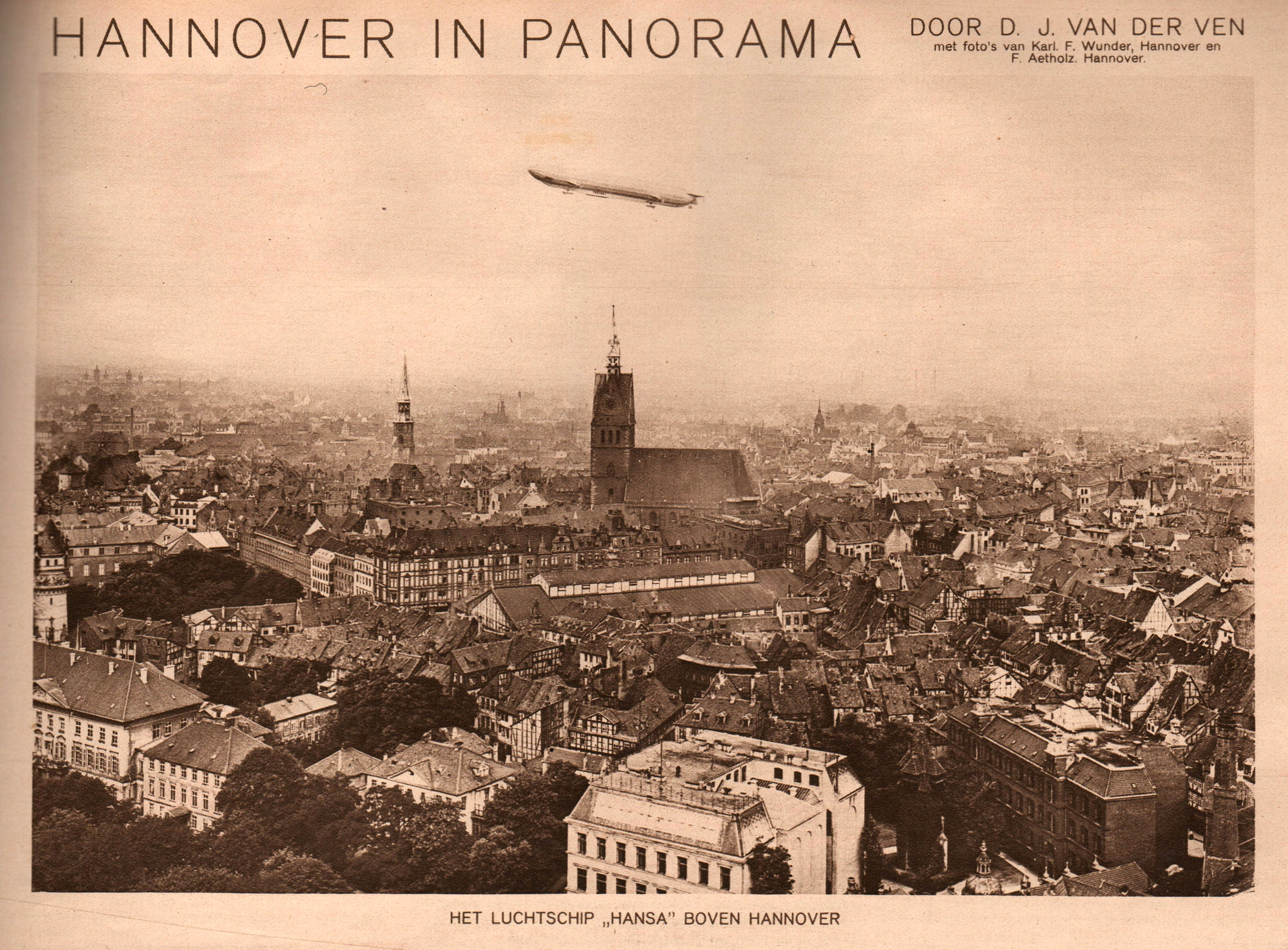
Hannover in Panorama

Van der Ven werd geboren in de P. C. Hooftstraat te Amsterdam als oudste zoon van Paulus van der Ven en Talea Beckering.  Zijn grootouders van moederszijde waren Dirk Beckering (schrijnwerker te Groningen, later tapper te Amsterdam) en Hissina Knoop, geboren te Groningen en overleden te Amsterdam 1898. Van der Ven schreef meer dan 50 boeken over folklore, talloze artikelen en voordrachten met lichtbeelden en films. Zijn echtgenote dr. Elise van der Ven-ten Bensel (1892-1982) was auteur van een aantal boeken over de volksdans.
Door familieomstandigheden verhuisde het gezin Van der Ven eerst naar Breda en vandaar naar Arnhem, waar hij met een broer de vijfjarige H.B.S. bezocht. Hij behaalde in 1909 het einddiploma. Hij begon op jonge leeftijd, in een reeks van 10 dagboeken, getiteld Opmerkingen in de levende natuur, te vertellen over planten, bomen, vogels en wat hij verder tegen kwam bij  lange voettochten.  Hij was  betrokken bij de oprichting van het Nederlands Openluchtmuseum in Arnhem.  Het door hem georganiseerde Vaderlandsch Historisch Volksfeest op het terrein van het Nederlands Openluchtmuseum, in 1919, werd door meer dan 400.000 bezoekers bijgewoond 
In 1922 was hij de bedenker van De Rijn van Lobith tot aan zee, een film die bekend zou worden onder de titel Rijnfilm en de eerste film was die een groot deel van Nederland vanaf het water liet zien. In 1921 kwam zijn film: De Lentefilm, daarna in 1923 De Zomerfilm, Neerlands volksleven in den Zomer en in 1926  De Oogstfilm, Neerlands volksleven in den Oogsttijd in omloop. De afsluiting van de Zuiderzee was ook een dankbaar onderwerp voor de opkomende filmcultuur in Nederland. De Zuiderzeefilm die Van der Ven in 1928 voor Orion maakte was bedoeld voor het onderwijs. In 1936 kwam nog een film Folklore in Asselt tot stand.

## Verslag van een filmvoorstelling uit 1927
"De vorige week echter heeft de filmliefhebber nog eens aan den ouden tijd moeten terugdenken. In Rilland-Bath werd n.l. de oogstfilm vertoond, die door den folklorist den heer v. d. Ven is samengesteld. De vertooning had plaats in een groote schuur van de Bathpolders, die het gebruikelijke comfort der bioscoopzalen miste. Auto-lantaarns verzorgden de verlichting en alle bezoekers hadden gehoor gegeven aan den wenk om voor de zekerheid een elektrische zaklantaarn mede te nemen. Voor den verwenden bioscoopbezoeker vormde de primitieve uitvoering een welkome afwisseling, hetgeen afgeleid kan worden uit het geanimeerd verloop van den film-avond. De oogstfilm bevatte enkele gedeelten die in Zeeland opgenomen zijn, o.a. de Zuid-Bevelandsche zaadfooi, het vlegeldorschen en het Walchersche oogstmeiplanten. Het geheel was zeer interessant, mede door de muzikale illustratie  Röntgen."

## Houding in 1940-1945 en veroordeling
De houding van het echtpaar gedurende de oorlogsjaren komt wordt beschreven in het boek van Barbara Henkes, Uit liefde voor het volk. Volkskundigen op zoek naar de Nederlands identiteit 1918-1948 ', Amsterdam 2005.
In twee van haar bekendste publicaties die tijdens de oorlog verschenen, beschreef Elise van der Ven de volksdans als een belangrijke uiting van volksverbondenheid. Voor haar en haar man Dirk Jan van der Ven stond daarbij de oud-Germaanse oorsprong centraal en benadrukten zij de sterke wisselwerking "tusschen de Nederlanden en het Duitsche Rijk". In de nieuwe strijdzangen van de Jeugdstorm en van de W.A. zag Elise van der Ven, door "de gloed, de ernst en het enthousiasme, waarmede ze gezongen worden (...) de voorwaarden aanwezig (...) voor het ontstaan van een nieuw volkslied in dezen tijd". Ze vertolkten voor haar "het geloof in een nationaal-socialistische volksgemeenschap". De standpunten van zijn vrouw werden ook door D.J. van der Ven onderschreven.
Het echtpaar werd in november 1946 gearresteerd wegens vermeende collaboratie en na anderhalf jaar gevangenschap vrijgelaten. Van der Ven moest zijn functies opgegeven en kreeg een tijdelijk publicatieverbod. In hoger beroep werd vastgesteld dat het echtpaar "geringe schuld" had; een poging om het oordeel om te zetten in "onschuldig" strandde.

## Bibliografie D.J. van der Ven

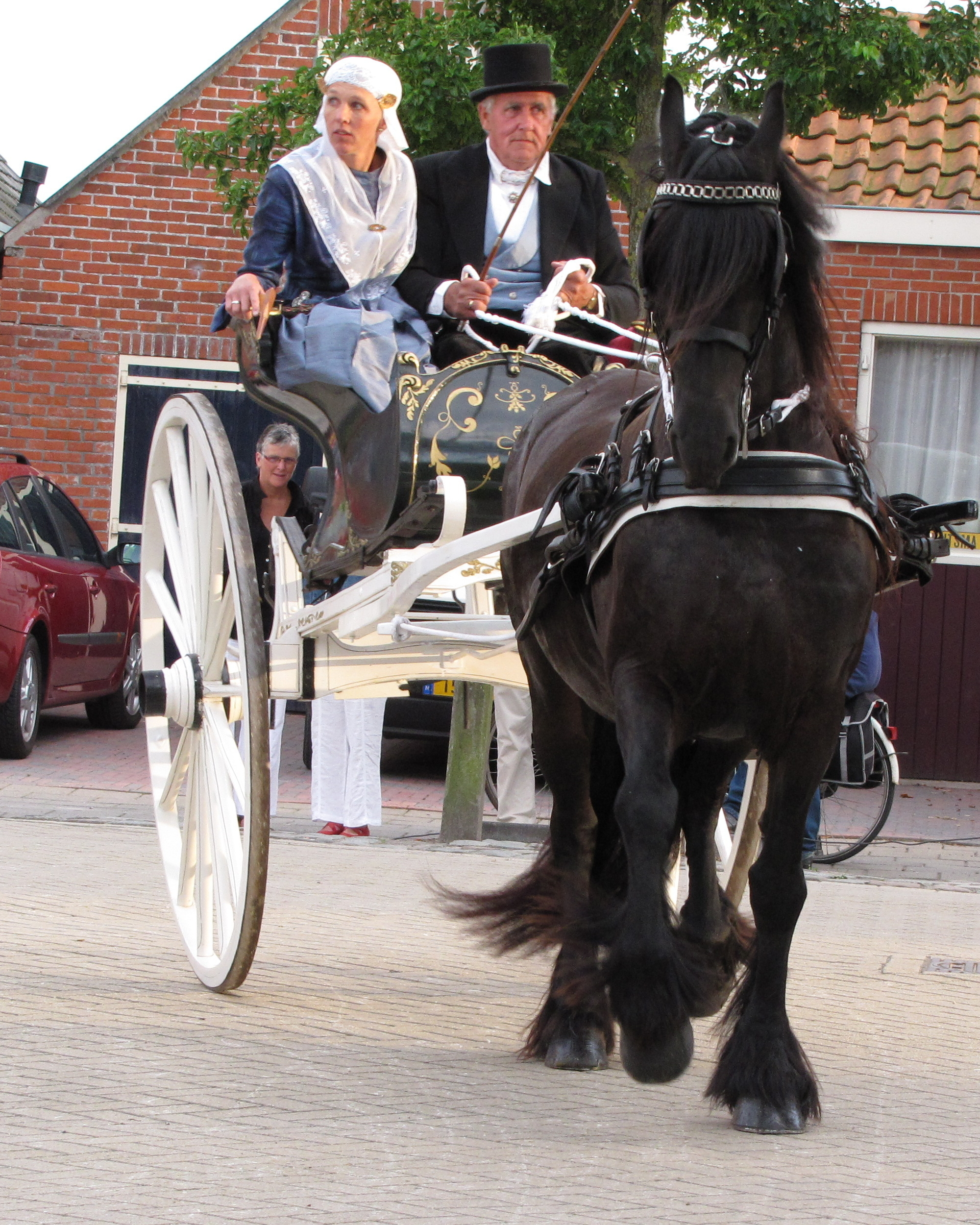
Van der Ven beschreef tal van volksgebruiken zoals het ringrijden in diverse provincies